# Inge Moerenhout
Inge Moerenhout (Gent, 12 oktober 1966) is een Belgische televisiepresentatrice en zangeres.

## Biografie
Moerenhout begon haar loopbaan bij VT4 waar ze het programma "Sla Je Slag" presenteerde en tevens werkte als omroepster. Daarna volgden andere programma's als "Kassa Kassa", "Inge's Club", "Familieraad" en "Leuke Bloopers." In 2000 deed zij de co-presentatie, samen met Ton van Royen voor de gezamenlijke SBS6 / VT4 productie van de tweede serie van het televisieprogramma "De Bus".
Moerenhout vormde tevens samen met Joyce De Troch en Katia Alens de popgroep Opium, die in België twee nummer 1-hits behaalde.
Moerenhout was vanaf het begin van de zender tevens werkzaam bij TMF waar zij de eerste VJ was en ook de presentatie verzorgde van de eerste drie versies van de TMF Awards.
In september 2003 maakte zij de overstap naar de Antwerpse regionale zender ATV waar zij tot 2010 het nieuws presenteerde en diverse programma's als "Het Mooiste Antwerpse Woordje", "Op Glad IJs" en "De Mooiste Plekjes van Antwerpen".